# Raised by Swans

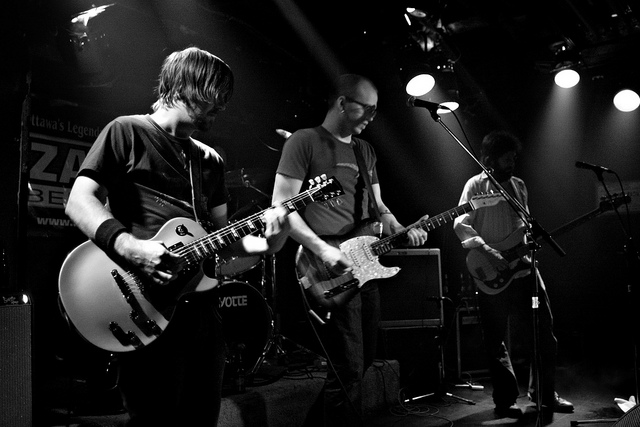

Raised by Swans – zespół indierockowy pochodzący z Londynu, Ontario, Kanady. 
Twórcą Raised by swans jest Eric Howden, który odpowiedzialny jest za muzykę, wszystkie instrumenty oraz wszystkie teksty Raised by Swans. Jak sam wyznał w jednym z wywiadów,  opuścił The Gandharvas w 1998 roku, w którym wcześniej był basistą, gdyż zaczął tworzyć kawałki, które nie były typowe dla tego zespołu.
Jego debiutancki studyjny album nosi nazwę Codes and Secret Longing i został nagrany w marcu 2005 roku w studio Andy'ego Magoffina, House of Miracles.
Jeden z jego utworów, zatytułowany Violet Light, został wydany na ścieżce dźwiękowej filmu Zielony zawrót głowy (ang. Everything's Gone Green) w reżyserii Douglasa Couplanda.
Trzy piosenki Erica zostały wykorzystane w filmie Atoma Egoyana zatytułowanym Adoracja (ang. Adoration). W 2010 roku w filmie Chloe, obrazu tego samego reżysera,  artysta występuje na żywo.
11 stycznia 2010 Eric wydał drugi krążek zatytułowany No Ghostless Place.

## Skład zespołu

### Obecni członkowie
- Eric Howden: śpiew i gitara (poprzednio w The Gandharvas)
- Alex Wright: gitara
- Andy Magoffin: gitara basowa (również w Two-Minute Miracles)
- Brady Parr: perkusja (poprzednio w Petch, Salmonblaster oraz Panic Coast)

## Dyskografia

### Albumy studyjne
- Codes and secret longing (2005)
- No ghostless place (2010)
- Sightings (2013)
- Öxnadalur (2014)